# Julia Nunes
Julia Nunes (3 gennaio 1989) è una cantautrice e youtuber statunitense di Fairport (New York).
Il motore della sua carriera sono stati i suoi video amatoriali di brani originali o cover presenti su You Tube. In essi, Julia canta - con lei stessa come seconda voce - e suona la chitarra, la melodica ed il suo ukulele tenore della Bushman.

## Biografia
Nata nel 1989, Julia è di origine portoghese ed è nata da una famiglia di tradizione musicale nello stato di New York. Suo padre è un compositore di canzoni per bambini. Suo nonno era un compositore portoghese di musica fado e l'altro un pianista jazz. Lei ha imparato a suonare il pianoforte da piccola prima di dedicarsi alla chitarra durante l'adolescenza. Ha poi preso in mano l'ukulele nel 2005.

## Attività

### Video su YouTube
Julia è, forse, conosciuta maggiormente per gli 87 video presenti su YouTube. Tra questi, ci sono anche brani originali così come le reinterpretazioni di alcune band da lei preferite, come Say Anything, Spoon, The Beatles, Queen, The Beach Boys e altre. I suoi brani originali sono stati messi in evidenza nella homepage di You Tube un paio di volte, guadagnano decine di migliaia di iscritti e centinaia di migliaia di visite per i suoi strambi e simpatici video.

### Left Right Wrong
Il suo primo CD Left Right Wrong contiene tutti i brani originali da lei composti ed è stato pubblicato nell'estate del 2007 con un'etichetta indipendente, Junu Music (ASCAP). Seguendo il successo su You Tube, Nunes ha organizzato un canale di distribuzione per Left Right Wrong con Burnside Distribution Corporation, e quindi disponibile per l'acquisto attraverso i grandi distributori come Amazon.com oppure iTunes Store. Le 12 tracce (10 registrate in studio e due dal vivo) sono state registrate esclusivamente con la sua chitarra e la sua voce, senza altri accompagnamenti o sovrapposizioni che caratterizzano i suoi video su You Tube. Questo approccio semplice e schietto, la vocalità profonda, che spazia tra il grezzo e il passionale, sono aspetti considerati eccezionali da un sempre più crescente numero di fan. Il video della sua canzone "Into the Sunshine" ha raggiunto e superato 2 milioni di visite su YouTube.

### Attività recenti
Ha aperto per quattro volte i concerti di Ben Folds nel maggio 2008 ed eseguito al Bushman Ukulele Luau nello stesso mese, dopo aver vinto il concorso mondiale Bushman World Ukulele Video nel 2007.

## Discografia
- 2007 - Left Right Wrong
- 2008 - I Wrote These
- 2009 - I Think You Know
- 2010 - YouTube Covers
- 2011 - Settle Down